# Kanton Dieppe-Ouest
Der Kanton Dieppe-Ouest war von 1982 bis 2015 ein französischer Wahlkreis im Arrondissement Dieppe, im Département Seine-Maritime und in der Region Haute-Normandie. Er bestand aus einem Teil der Stadt Dieppe.